# Gemeentelijk Parkstadion
Het Gemeentelijk Parkstadion in het Antwerpse Boom is een voetbalstadion gelegen in het Gemeentelijk Park van Boom. Het is de thuisbasis van voetbalclub K. Rupel Boom FC, uitkomend in de Eerste Nationale

## Geschiedenis
Het huidige terrein deed voor het eerst dienst tijdens het seizoen 1941-1942 toen Rupel SK op zoek moest naar een nieuw terrein. Achttien jaar later verliet de club echter het parkterrein omdat de Boomse Atletiekclub ook toegang had gekregen tot het terrein en dat zou volgens het toenmalige bestuur nadelig zijn voor de staat van het veld.
In 1967 kreeg het Gemeentelijk Parkstadion opnieuw een voetbalploeg over de vloer: Boom FC. Van een echt stadion was er toen nog niet echt sprake. Achter de doelen en naast de kleedkamers waren er enkele staanplaatsen opgetrokken. 
In 1970 werd de steile hoofdtribune gebouwd om de supporters meer comfort te geven. De steile hoofdtribune heeft een hellingsgraad van 43°, wat steiler is dan de Amsterdam ArenA (37°).

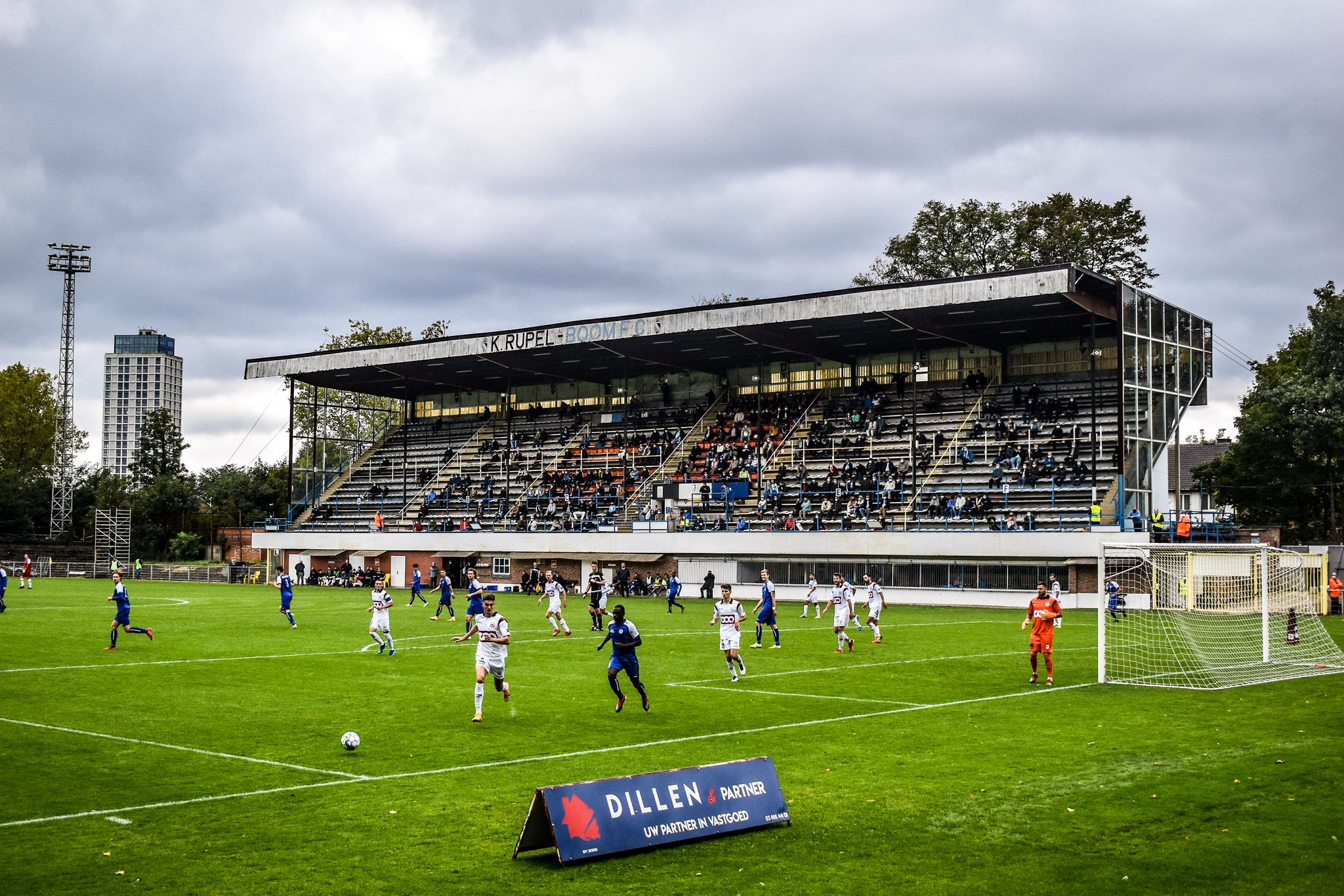
Rupel Boom FC speelt een wedstrijd tegen RFC Liège in het Gemeentelijk Parkstadion. Links op de foto naast de lichtmast is de Toren van Braem te zien.

## Capaciteit
Het Gemeentelijk Parkstadion kende zijn recordcapaciteit tijdens de Antwerpse derby tussen Rupel Boom en Royal Antwerp FC op 13 februari 2011 in Tweede klasse 2010-11, toen stond het toeschouwersaantal op 4.775 supporters.
De totale capaciteit van het stadion bedraagt rond de 8.000 personen, hoewel andere bronnen een capaciteit van 9.470 vermelden. Hoe dan ook staat het Gemeentelijk Parkstadion in Boom in de top 30 van de grootste voetbalstadions in België. 
Het stadion beschikt over een imposante tribune met een zeer steile hellingsgraad, een overdekte staantribune en met mos begroeide trappen achter de doelen.